# 科英布拉
科英布拉（葡萄牙語： [kuˈĩbɾɐ] ⓘ 或 [ˈkwĩbɾɐ]），澳門又譯告奄巴或哥英布拉，是葡萄牙的一个自治市。2011年人口普查的数据为143,397人，面积为319.40平方（123.3 sq mi）。它是葡萄牙第四大城市中心，仅次于里斯本、波尔图和布拉加，也是科英布拉区和中部大区最大的城市。约46万人住在科英布拉地方，该区域由19个自治市组成，面积为4,336平方（1,674 sq mi）。
科英布拉有许多古代建筑可以追溯到罗马时期，其中就有许多保存完好的输水道和隐廊。同样，许多科英布拉成为葡萄牙首都时期（1131年–1255年）的建筑仍然被保留了下来。在中世纪后期，随着其作为葡萄牙王国政治中心的衰落，科英布拉开始演变成一个主要的文化中心。这在很大程度上得益于1290年建立的科英布拉大学，这是葡萄牙语世界最古老的学术机构。除了吸引了许多欧洲和国际学生之外，这所大学的古迹和历史也吸引了许多游客。它的历史建筑在2013年被联合国教科文组织列为世界遗产：“科英布拉作為綜合型大学城的楷模，一直保有著獨特的城市型態、文化與儀式傳統。”

## 歷史

### 早期历史

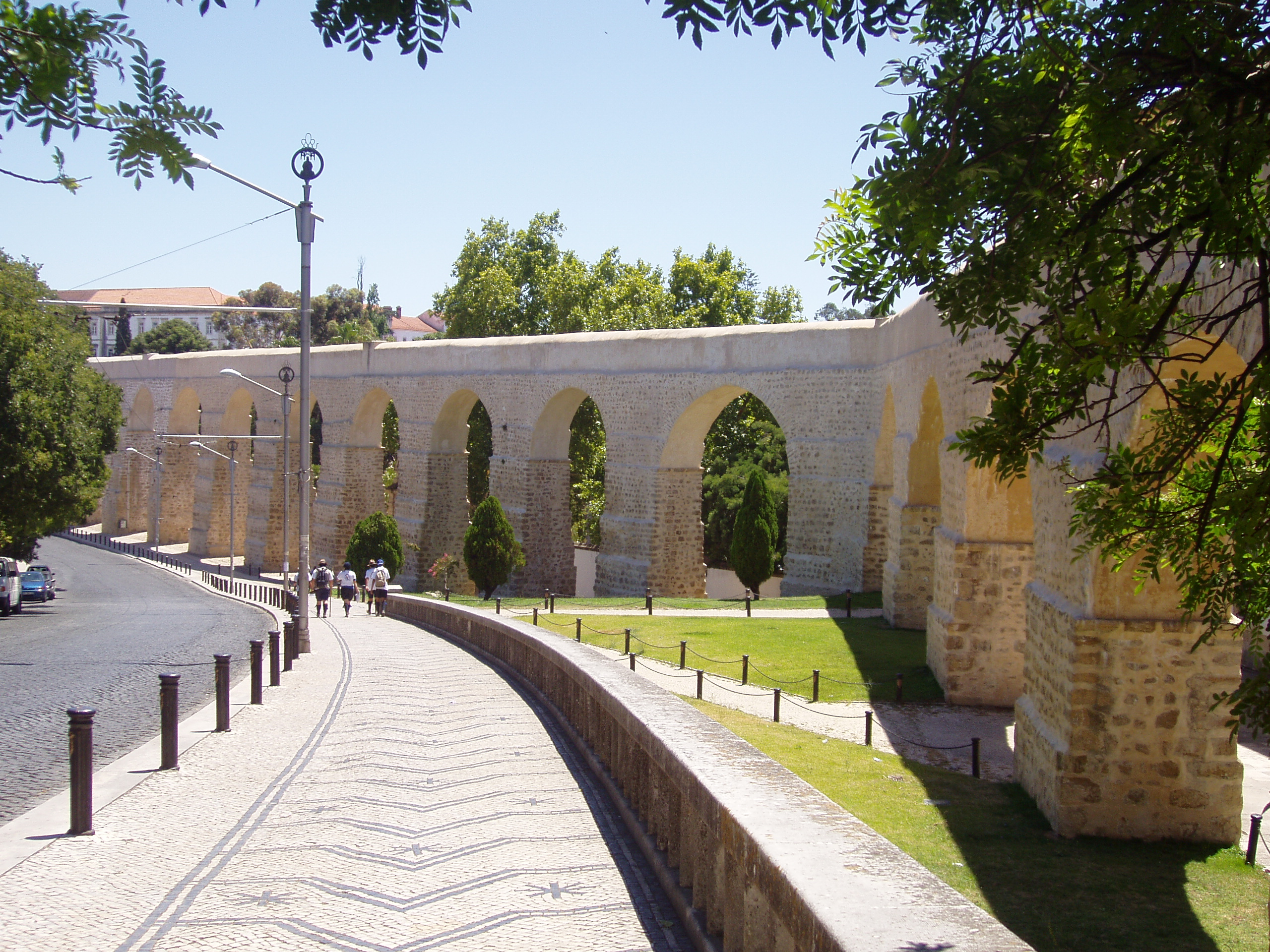
花园拱门

这座城市坐落在蒙德古河河畔的一座小山上，在罗马时代被称为艾米纽姆。这座城市在行政上受到了较大的罗马城市科尼布里加的影响，直到后者在569年至589年间被苏维斯和西哥特人洗劫，并被遗弃。从此，它取代了科尼布里加，成为主教教区的所在地。虽然科尼布里加在行政上很重要，但是艾米纽姆位于连接布拉加和奥利斯波（后来的里斯本）的南北交通的交汇处，并且经过它的水路连接了内陆和海岸，因此这样一来更加确立了它的地位。从定居点生长的石灰岩台地俯瞰着蒙德古河，你就能看到科英布拉周围是由水灌溉的肥沃土地。这座城市早期历史的遗迹包括前罗马广场（现在是卡斯特罗国家博物馆的一部分）。科尼布里加的管理中心和主教中心的职能与地位向艾米纽姆的迁移导致了其名称变更，也就是后来的科英布拉。

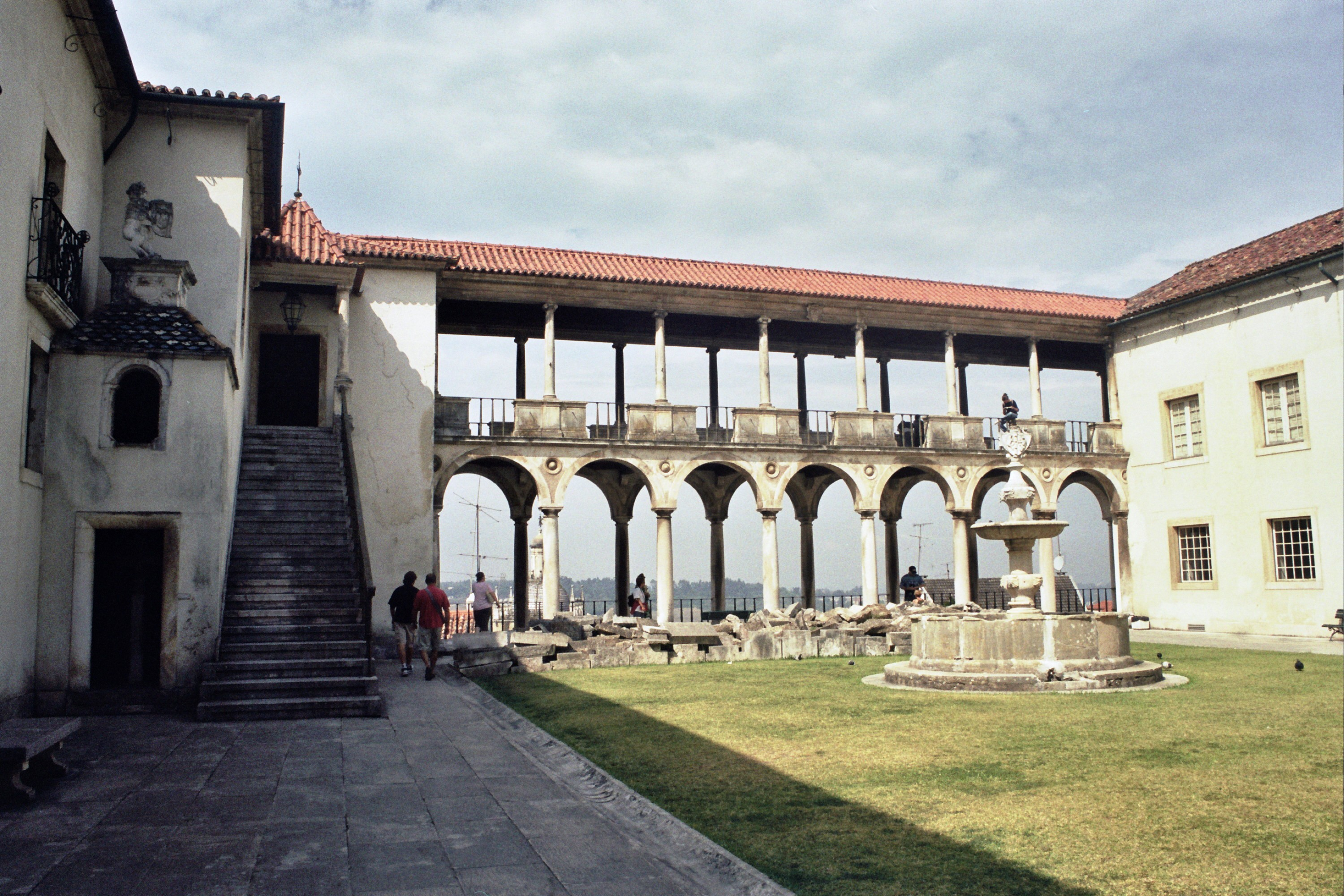
马查多·德卡斯特罗国家博物馆

在西哥特时期（大约是公元八世纪），西哥特国王维提扎创立了科英布拉郡。作为他治下的郡，他将这个郡分封给了他的儿子，并且这个郡的治所就在科英布拉，这种情况一直持续到穆斯林从南方入侵。
穆斯林占领伊比利亚半岛的第一次战役发生在711年到715年之间，而科英布拉在714年向穆萨·本·努赛尔投降。虽然库卢姆里亚不是一个大的定居点，但在安達魯斯的范围内，它是塔古斯河谷北部最大的聚集中心，其主要城市拥有10公顷的围墙，容纳了3000至5000名居民。这一时期的遗迹包括阿尔梅迪纳的开始，阿拉巴德和城市统治者使用的加固宫殿（后来被早期的葡萄牙君主转换成皇家宫殿）。基督教收复领土巴努·達尼斯和其他穆斯林被迫暂时放弃该地区。摩尔人先后在987–1064年和1116年夺回了这座城堡，占领了两座为保护领土而建造的城堡，这两处在米兰达达贝拉（驻军在那里遭到屠杀）和圣尤拉利亚（总督在那里向他的军队提供了兵力，而不是面对类似的屠杀）。

### 中世纪

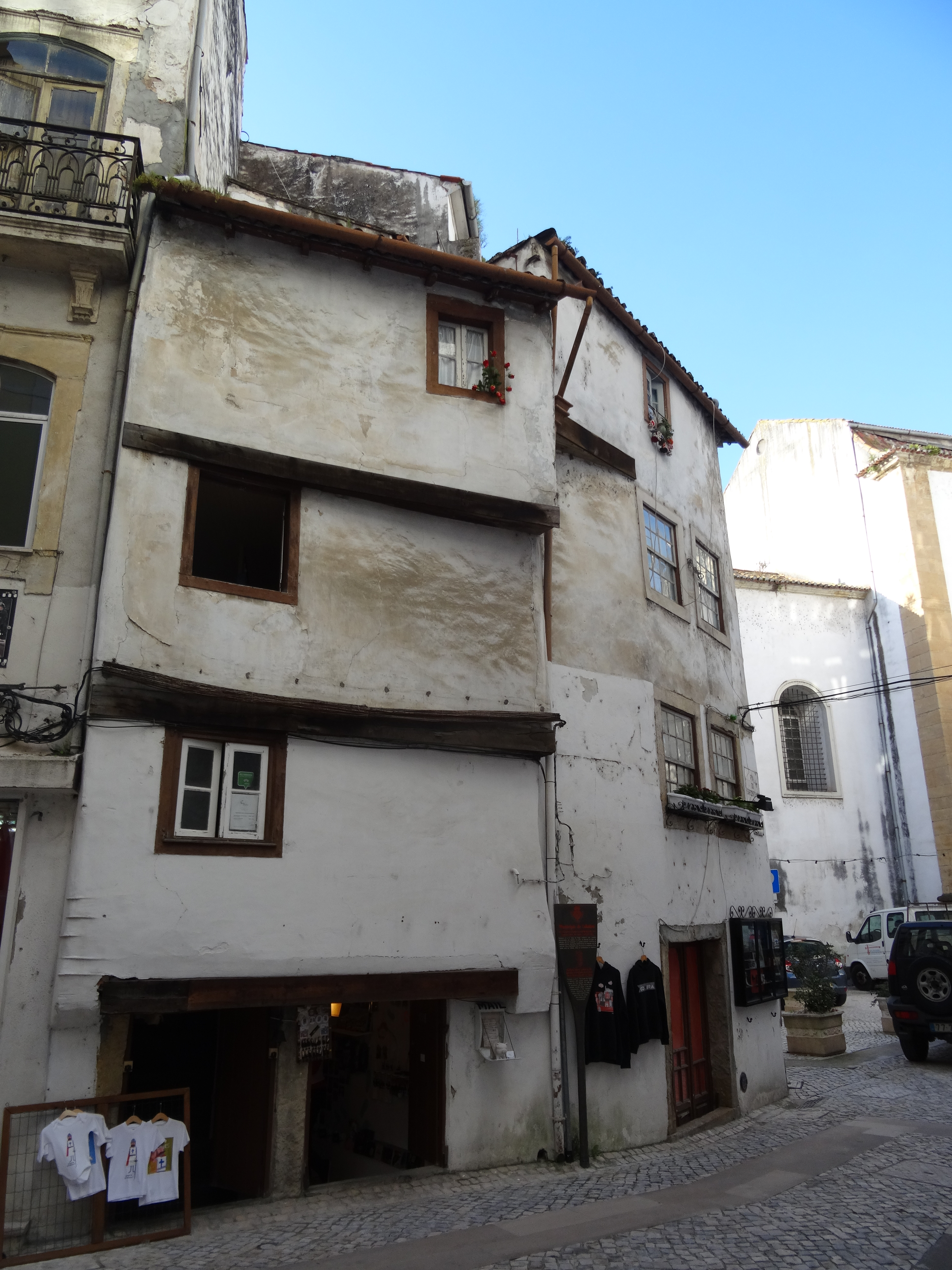
科英布拉的中世纪风格的房屋

1064年，莱昂和卡斯提尔国王费迪南德一世任命多姆·西西南多·达维德斯重新征服了该地区，重新组织经济，管理环绕城市的土地。1096年，当亨利与阿方索六世的私生女特蕾莎结婚时，葡萄牙郡和科英布拉郡在勃艮第的亨利的管理下合并为一个自治领。亨利扩张了这个郡的疆域，对抗摩尔人的军队，在他1112年死后，葡萄牙郡和科英布拉郡的伯爵夫人特蕾莎统一了她的财产。他们的儿子阿方索·恩里克斯定居在信奉基督教的郡，他派遣探险队前往南部和西部，巩固了包括莱利亚、苏里、拉巴卡尔、阿尔沃吉和安西奥在内的城堡网络。

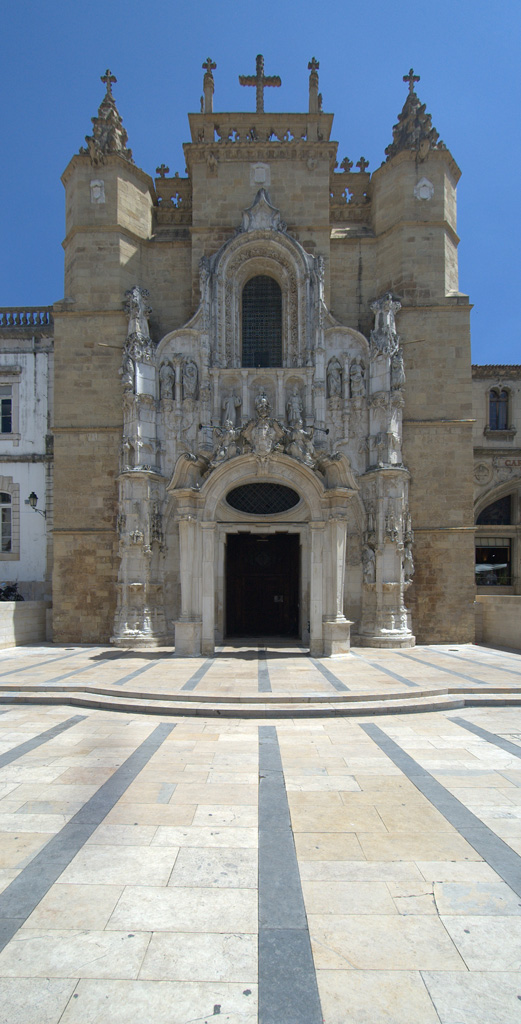
圣克鲁斯修道院，这是第一位葡萄牙君主阿方索一世最后的安息之地

在12世纪，阿方索·恩里克斯管理着一片肥沃的土地，有河流通过，并受到一座坚固的城市的保护。这座城市的人口超过6000人，其中包括包括贵族、骑士和高级神职人员。年轻的王子鼓励建设他的领地，资助圣克鲁斯修道院（最重要的葡萄牙修道院的机构，成立于1131年），促进了旧大教堂的建设，于1132年重建原始罗马桥，修理和翻新喷泉、窑、道路和石头路面，以及老城的城墙。为了巩固和加强孔塞略（自治市）的权力，他在1179年承认了一个正式的特许状。
在中世纪，科英布拉分为上层城市和下层城市。上层城市由贵族和神职人员居住，而下层城市位于蒙德古河河畔，由商人和工匠居住。除此之外这座城市还有犹太人的居住区域。这座城市被一堵加固的墙包围着，其中一些遗迹仍然清晰可见，比如阿尔梅迪纳门。

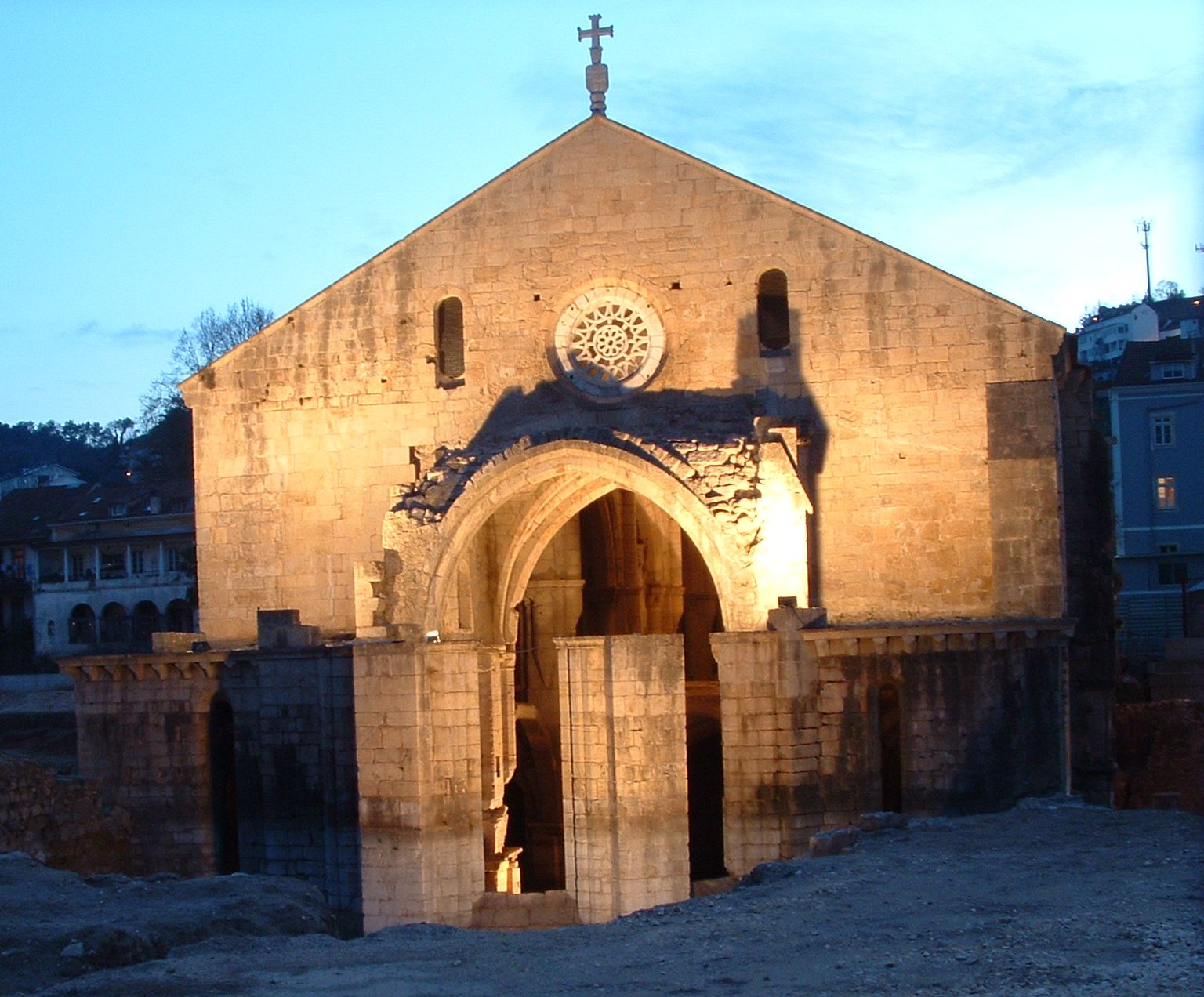
圣克拉拉-阿维哈修道院，1314年由葡萄牙女王伊丽莎为圣克拉拉教区重建的修道院

与此同时，在外围地区，市政当局开始在不同的聚集点发展宗教，特别是在塞拉斯、圣克拉拉、圣安东尼奥多斯·奥里韦等地周围发展的修道院和女修道院。这座城市最重要的哥特式建筑是圣克拉拉-阿维哈修道院，由葡萄牙女王伊丽莎白于14世纪上半叶在蒙德古河的左岸建造。但是它离河太近了，于是在17世纪，当圣克拉拉-新修道院在山上竣工时，频繁的洪水迫使修女们放弃了旧的修道院。女王宏伟的哥特式陵墓也被转移到新修院。老修道院的废墟在2000年代被挖掘，今天可以在河的左岸看到。

### 文艺复兴

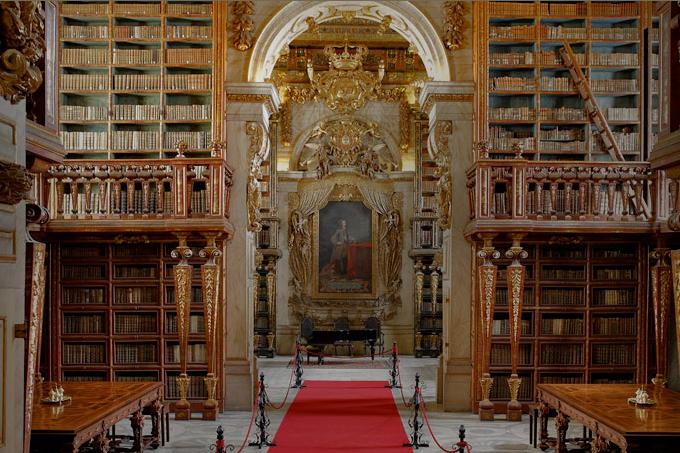
若昂尼纳图书馆的内部书库，是葡萄牙最古老的图书馆之一

在15和16世纪的地理大发现时期，科英布拉再次成为葡萄牙主要的艺术中心之一，这得益于当地丰厚的文化底蕴和皇家的赞助。科英布拉的主教、宗教修道会和国王曼努埃尔一世都支持艺术家，如迪奥戈·皮雷斯（父子）、马科斯·皮雷斯、若昂·德·卡斯蒂略、迪奥戈·德·卡斯蒂略和法国人、若昂·德·若昂和尼古拉·尚特琳等，他们都在镇上留下了重要的曼努埃尔一世时期和文艺复兴时期的作品。从这个时期开始，圣克鲁斯修道院开始重建，其中就包括包括国王阿方索一世和桑丘一世的坟墓，文艺复兴时期的漫画喷泉，祭坛和旧大教堂的凯旋门，以及其他作品。
科英布拉大学由国王迪尼什一世于1290年在里斯本创办，是一所综合性的大学。该大学于1308年迁至科英布拉，但1338年国王阿方索四世将该大学归还里斯本。1537年，国王若昂三世提出将该大学迁至科英布拉王宫，并于1544年扩建为科英布拉王宫的一部分。从那时起，城市生活就以国立大学为中心。几十年来，由宗教团体建立的几所学院为官方机构提供了另一种选择，但随着葡萄牙教育的世俗化而逐渐终止。建于18世纪的若昂尼纳图书馆是一座巴洛克风格的图书馆，是这所古代大学的另一个著名地标。巴洛克大学塔由德国建筑师約翰·弗里德里希·路德維希的团队建造，建于1728年至1733年之间，是这座城市的图书馆。

### 巴洛克风格和现代

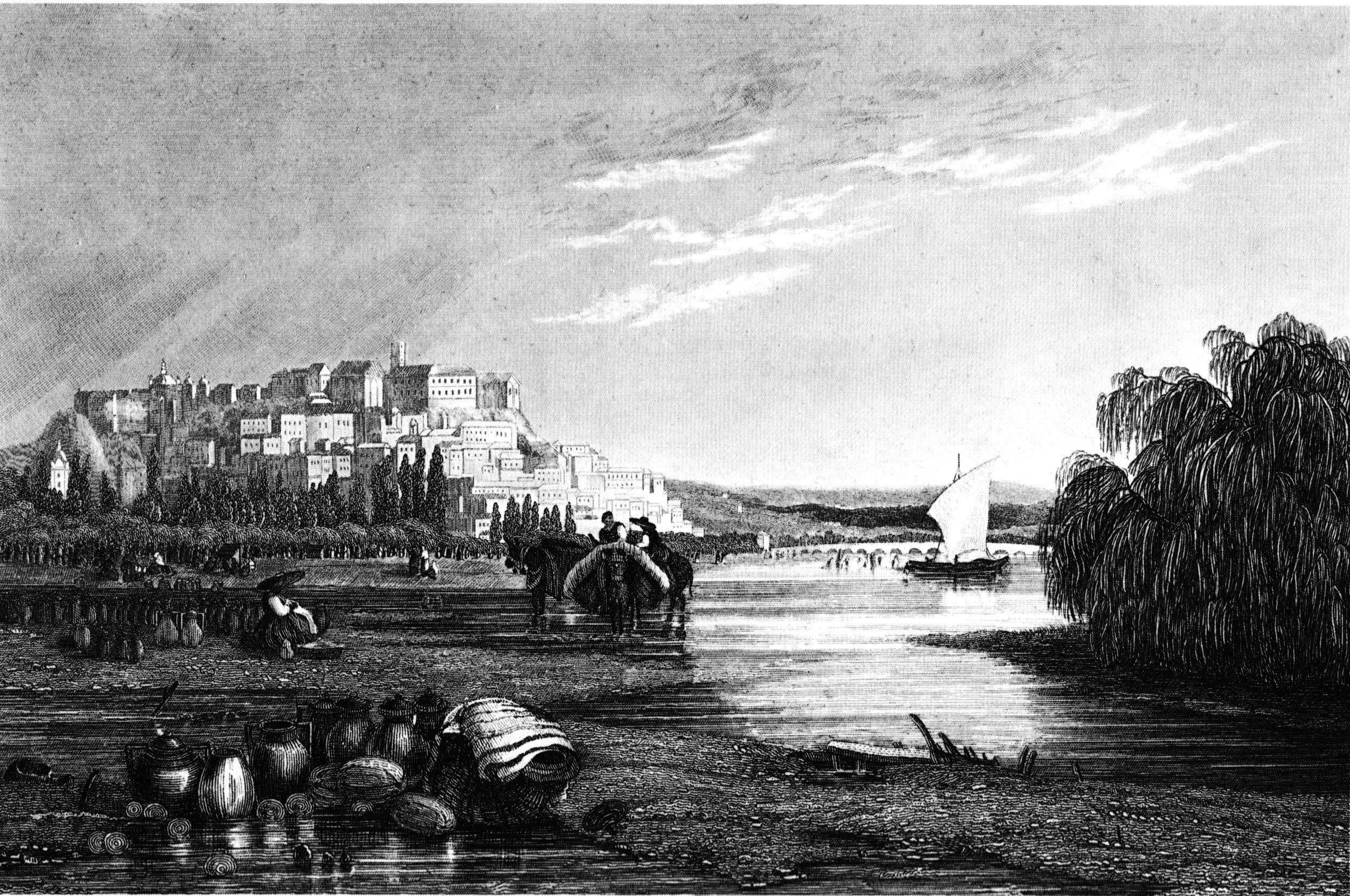
1839年前后科英布拉周边和教区的乡村生活

1772年，国王若泽一世的首相蓬巴尔侯爵对这所大学进行了一次意义深远的改革，在那里，科学研究具有了巨大的重要性。当时获得的科学仪器和材料的收藏现在收藏在科英布拉大学的科学博物馆，构成了欧洲最重要的历史科学收藏之一。
19世纪上半叶是科英布拉的困难时期，在半岛战争期间，科英布拉被安多许·朱诺和安德烈·马塞纳指挥的法国军队入侵。1810年10月6日，由尼古拉斯·特朗特领导的4000名葡萄牙民兵给了马塞纳沉重的一击。1811年3月，民兵成功地占领了这个地方，打击了正在撤退的法国军队。19世纪下半叶，随着电报、煤气灯、铁路系统、蒙德古河上的铁路桥以及波图拉桥的改造等基础设施的改善，这座城市得以复苏，除此之外，城市的面积也在不断的扩展。

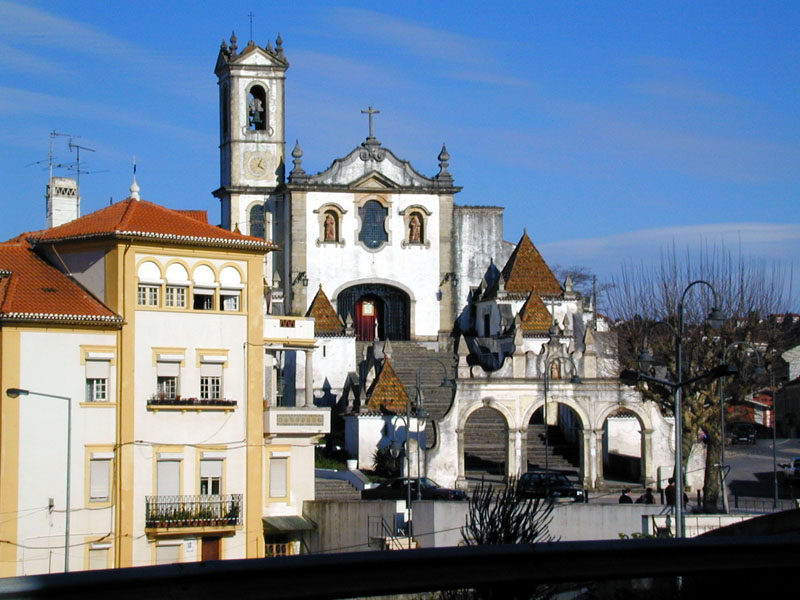
圣安东尼奥多斯奥利维斯教堂

到1854年，随着宗教秩序的驱逐和市政改革，对科英布拉市的重组迫使现有的行政区划结构发生了一些变化。因此，一个文件于1854年1月20日被送到教会事务的部门（葡萄牙語：Ministério dos Negócios Eclesiásticos）和司法部（葡萄牙語：Ministério de Justiça），要求识别公民州长和大主教在科英布拉的民事教区保存的数量，并限制他们，数据由政治机关留存，并通过当地人口普查和其他统计数据来证明领土的划分。

### 共和国时期
1911年1月1日，电缆车落成，连接老城区及其周边地区。这只是市政当局发展的开始。整个区域的民用建筑项目标志着领土的经济活动，蒙特斯·克拉罗斯、阿里加卡、库米达和卡尔哈贝等新地区在城市的影响下成长。

## 地理

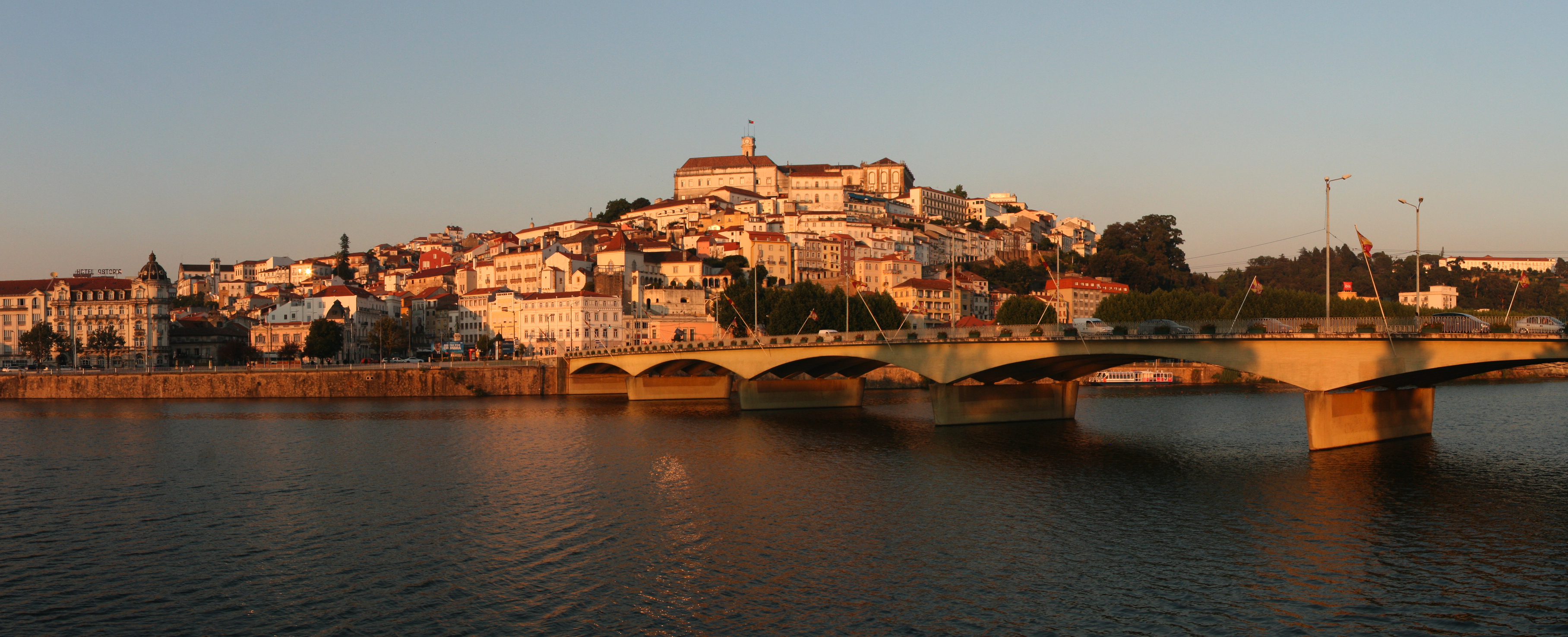
蒙德古河和科英布拉

科英布拉是葡萄牙的交通要道，它在布拉加和里斯本之间的交界处，历史上与可以通过蒙德古河访问科英布拉，在海滨以西40公里（25英里）。历史名城科英布拉古城位于市中心，通过IC2、IP3和A1高速公路连接里斯本（197 km（122 mi））和波尔图（116 km（72 mi））。

## 景點
- 科英布拉大學

## 友好城市
- 法國 普罗旺斯地区艾克斯
- 莫桑比克 贝拉
- 美国 劍橋
- 巴西 古里提巴
- 印度 达曼
- 东帝汶 帝力
- 盧森堡 阿爾澤特河畔埃施
- 摩洛哥 非斯
- 澳門
- 義大利 帕多瓦
- 法國 普瓦捷
- 西班牙 薩拉曼卡
- 美国 聖塔克拉拉
- 西班牙 聖地亞哥德孔波斯特拉
- 巴西 桑托斯
- 聖維森特島
- 西班牙 萨拉戈萨

## 外部連結
- Coimbra's Municipality City Hall 科英布拉網站 （页面存档备份，存于）